# August Strindbergs brev
De brev av den svenske författaren August Strindberg, som bevarats för eftervärlden uppgår till cirka 10 000, tillkomna under åren 1857 – 1912. De riktar sig till fler än 600 adressater, däribland några av tidens tongivande intellektuella, såsom Georg Brandes, Émile Zola och Friedrich Nietzsche. Breven har utgivits av Strindbergssällskapet på Bonniers förlag i 22 volymer.

## Språk
Strindberg använde grovt språk i sina brev med könsord och liknande, till exempel fitta, buger (homosexuell), bugra, sädesuttömning, sodomit, pederasti, onanist, luder.

## Brevväxlingen med Nietzsche
Strindberg brevväxlade under ett par månader i slutet av 1888 med den tyske filosofen Friedrich Nietzsche. De hade en del beröringspunkter i sin syn på liv och filosofi, och Strindberg drömde om att upprätta en ny litterär skola med Nietzsche vid sin sida. När han fick ett märkligt och aggressivt brev undertecknat "Nietzsche Caesar" (Strindberg undertecknade skämtsamt sitt svarsbrev med "Deus, optimus maximus" det vill säga "Gud, den bäste och högste") drog han öronen åt sig och skrev 3 januari 1889, samma dag som Nietzsches mentala sammanbrott, till Georg Brandes, som också var med i kretsen, att denne Nietzsche kanske kunde kompromettera dem.